# Alexandru Dima
Alexandru Dima (n. 17 octombrie 1905, Turnu Severin, Mehedinți, România – d. 19 martie 1979, București, România) a fost un critic și istoric literar român, membru corespondent al Academiei Române.  Între 1967 și 1973 a fost directorul Institutului de Istorie și Teorie Literară „G. Călinescu”.

## Cărți
- Tradiționalismul lui Mihai Eminescu, Turnu Severin, 1929.
- Criza culturii românești, prefață de T. Vianu, Turnu-Severin, Editura Rev. „Datina”, 1931.
- Aspecte și atitudini ideologice, Turnu-Severin, Editura „Datina”, 1933.
- Motive hegelice în scrisul eminescian, Sibiu, 1934.
- Al. Odobescu – privire sintetică asupra operei și personalității, Sibiu, Tiparul Institutului de Arte Grafice „Dacia Traiană”, 1935.
- Zăcăminte folclorice în poezia noastră contemporană, București, Fundația pentru Literatură și Artă „Regele Carol II”, 1936.
- Cei mai rodnici ani ai vieții lui George Coșbuc. Poetul la Sibiu, Sibiu, Tiparul Institutului de Arte Grafice „Dacia Traiană”, 1938.
- Fenomenul românesc sub noi priviri critice. Studii și comentarii, Craiova, Editura „Ramuri”, 1938.
- Cei mai rodnici ani ai lui George Coșbuc.Poetul la Sibiu. Sibiu, 1938.
- Conceptul de artă populară, București, Fundația pentru Literatură și Artă „Regele Carol II”, 1939.
- Sibiu, București, Fundația Regală pentru Literatură și Artă, 1940.
- Afinități elective. Titu Maiorescu și Goethe. București, 1940.
- Titluri și lucrări, Sibiu, Tiparul Institutului de Arte Grafice „Dacia Traiană”, 1942; reeditare: Titluri și lucrări, Sibiu, Krafft & Drotleff, 1943.
- Gândirea românească în estetică. Aspecte contemporane, Sibiu, Tiparul Institutului de Arte Grafice „Dacia Traiană”, 1943; reeditare: Gândirea românească în estetică. Aspecte contemporane, Cluj-Napoca, ed. îngrijită, prefață, note și referințe de Mircea Muthu, Editura Dacia, 2003.
- Probleme estetice, Sibiu, Tiparul Institutului de Arte Grafice „Dacia Traiană”, 1943.
- Drăguș, un sat din Țara Oltului (Făgăraș). Manifestări spirituale. Împodobirea porților, interioarele caselor, opinii despre frumos, București, Institutul Social Român, 1945.
- G. Ibrăileanu. Concepția estetică, București, Editura Casa Școalelor, 1947.
- Domeniul esteticii. Privire sintetică introductivă, seria „Natură și Cultură” îngrijită de Tudor Vianu, București, Fundația „Regele Mihai I”, 1947; reeditare: Domeniul esteticii. Privire sintetică introductiv, ediție îngrijită și studiu introductiv de Petru Ursache, Iași, Editura Universității „Al. I. Cuza”, 1998.
- Concepția despre artă și literatură a lui G. Ibrăileanu, Editura de Stat pentru Literatură și Artă, 1955.
- Alecu Russo, București, Editura de Stat pentru Literatură și Artă, 1957.
- Alecu Russo. Biobibliografie de recomandare, în colaborare cu Domnica Filimon, București, Tipograf. Învăț. , Ministerul Învățământului și Culturii, 1960.
- Studii de istorie a teoriei literare românești, București, Editura pentru Literatură,1962.
- Conceptul de literatură universală și comparată. Studii teoretice și aplicative, București, Editura Academiei Române, 1967.
- Principii de literatură comparată, București, Editura pentru Literatură, 1969; reeditare: Principii de literatură comparată, București, Editura Enciclopedică Română, 1972.
- Arta populară și relațiile ei, București, Editura Minerva, 1971.
- Aspecte naționale ale curentelor literare internaționale, București, Editura Cartea Românească, 1973.
- Dezbateri critice, București, Editura Eminescu, 1977.
- Viziunea cosmică în poezia românească, Iași, Junimea, 1982.

## Traduceri
- Epopeea lui Ghilgameș, în colaborare cu Virginia Șerbănescu. București, Editura pentru Literatură Universală, 1966 (ed. II, 1972).
- Paul van Tieghem, Literatura comparată, București, Editura pentru Literatură Universală, 1966.
- D.H. Lawremce, Femei îndrăgostite, București, 1978.

## Distincții
- Ordinul Meritul Cultural, în gradul de Cavaler cl. II, pentru școală (1 februarie 1943)[3]
- Ordinul Steaua Republicii Populare Romîne clasa a IV-a (10 august 1964) „pentru merite deosebite în opera de construire a socialismului, cu prilejul celei de a XX-a aniversări a eliberării patriei”[4]
- Ordinul Steaua Republicii Socialiste România clasa a III-a (1971) „pentru merite deosebite în opera de construire a socialismului, cu prilejul aniversării a 50 de ani de la constituirea Partidului Comunist Român”[5]